# Parafia Niepokalanego Poczęcia Najświętszej Maryi Panny w Żwańcu
Parafia Niepokalanego Poczęcia Najświętszej Maryi Panny w Żwańcu – parafia znajdująca się w diecezji kamienieckiej w dekanacie Kamieniec Podolski, na Ukrainie.
Przy parafii nie rezyduje obecnie żaden duchowny. Parafię obsługują księża z parafii św. Mikołaja w Kamieńcu Podolskim.

## Historia
W 1740 w Żwańcu powstały dwa kościoły katolickie: drewniany, łaciński pw. Świętego Krzyża staraniem biskupa kamienieckiego Franciszka Antoniego Kobielskiego, fundacji królowej Polski Marii Józefy Habsburżanki oraz murowany ormiański pw. Niepokalanego Poczęcia Najświętszej Maryi Panny fundacji właściciela Żwańca Wawrzyńca Lanckorońskiego. Oba te kościoły spłonęły w czasie konfederacji barskiej, po czym w 1768 odbudowano jedynie świątynie ormiańską. W 1791 została ona konsekrowana przez ormiańskiego arcybiskupa lwowskiego Jakuba Waleriana Tumanowicza. W 1869 ustanowiono parafię łacińską. Pod koniec XIX w. liczyła ona 856 wiernych.
W 1935 kościół został znacjonalizowany przez komunistów. W 1992 zrujnowana świątynia została zwrócona wiernym i przeszła remont.